# Mats Gren
Mats Gren (20 de dezembro de 1963) é um ex-futebolista sueco que atuava como meio-campo.

## Carreira
Gren competiu na Copa do Mundo FIFA de 1990, sediada na Itália, na qual a seleção de seu país terminou na vigésima primeira colocação dentre os 24 participantes.